# 425e régiment d'assaut « Skala »
Le 425e régiment d'assaut « Skala », (en ukrainien : 425 Окремий штурмовий полк Скала, abrégé en 425 ОШБ ; numéro d'unité militaire А4862), est une unité d'infanterie mécanisée de l'Armée de terre ukrainienne. Simple bataillon de volontaires au début de l'invasion russe de l'Ukraine, l'unité s'illustre progressivement jusqu'à devenir un régiment spécialisé dans les missions d'assauts sur les secteurs les plus difficiles du front. 

## Historique

### Invasion russe de l'Ukraine

#### Secteur Izioum - Sloviansk (avril - octobre 2022)
L'unité est créée et formée par Yuriy Harkaviy, ancien réserviste dans l'armée britannique et dont le surnom Skala (« rocher ») a donné son nom à l'unité. L'unité participe à des opérations telles que des assauts sur les positions ennemies, l'utilisation de drones aériens pour traquer les soldats russes et faire de la reconnaissance aérienne et des missions de reconnaissance. Lors de l'offensive de printemps-été sur Sloviansk, l'unité appuie la 93e brigade mécanisée devant Barvinkove, au sud d'Izioum dont la prise permettrait d'encercler Sloviansk, Kramatorsk et le dispositif ukrainien dans le Donbass. En juillet, le bataillon mène des opérations de reconnaissance pour la 40e brigade d'artillerie. Le 6 septembre, elle participe à la contre-offensive de Kharkiv en septembre 2022, toujours positionnée du côté de Dibrovne en appui du 20e bataillon motorisé. Le 9 septembre, il libère Brazhivka et continue sa poussée en direction d'Izioum que le bataillon est parmi les premiers à libérer le 19 septembre. Le 17 septembre, deux membres de l'unité sont tués dans une opération de déminage.

#### Bataille de Bakhmout (novembre 2022 - mai 2023)
Le bataillon Skala participe à partir de novembre 2022 à la défense de Bakhmout d'abord positionnée du côté de Soledar où elle fait de la reconnaissance aérienne et du guidage d'artillerie à l'aide de drones. Il appui la 24e brigade mécanisée qui tentent d'empêcher une percée russe à l'intérieur de la ville. Le 2 décembre, il se trouve à proximité immédiate lorsqu'un Sukhoi Su-24 russe est abattu et se rend sur les lieux du crash. Le 4 janvier 2023, le commandant du bataillon confie à la BBC subir de nombreux assauts : « Les soldats de Wagner avancent ouvertement vers nous sous le feu ennemi, même s'ils jonchent le terrain de leurs corps, même s'il ne reste que 20 hommes sur 60 dans leur peloton. Il est très difficile de résister à une telle invasion. Nous n'étions pas préparés à cela, et nous en tirons les leçons », explique le commandant Skala. Entre janvier et février 2023, les unités de drones du bataillons appuient de nombreuses unités ukrainiennes au sol que ce soit au nord de Soledar où l'entrée Est/nord-est de Bakhmout, guidant notamment le feu des 43e et 44e brigade d'artillerie,. À partir de février 2023, alors que les ukrainiens reculent et qu'une pince se ferme sur la banlieue nord, le bataillon participe à la défense de la "Route de la vie", l'autoroute T0504 entre Yahidne et Khromove au nord-est de la ville, ces unités au sol tenant des postions avancées tandis que les dronistes réalisent toujours des missions de guidage d'artillerie. Fin mars, alors que les unités présentes dans la ville sont en voie d'encerclement, le bataillon tient une portion du flanc droit ukrainien, le long de la rue Korsunskogo au sud-ouest de la ville. Le bataillon se retire de la ville au moment de sa chute.

#### Contre-offensive de Zaporijjia (juin - octobre 2023)
À l'été 2023, le bataillon est transféré dans l'Oblast de Zaporijjia au sud d'Orikhiv où il prend part à la contre-offensive ukrainienne de 2023. Il appuie la 47e brigade mécanisée qui tente de brêcher la première ligne russe à Robotyne. Le 10 août, une équipe de reconnaissance menée par une dizaine d'hommes du bataillon et deux sapeurs de la 47e brigade mécanisée atteint l'entrée de Robotyne. Les hommes publient une photo du panneau du village. Ils ont progressé pendant quatre jours dans un fossé afin d'atteindre la commune ce qui surprend les Russes et permet aux Ukrainiens de mener des assauts directs sur la commune qui est conquise dix-sept jours plus tard créant la première brèche dans la défense russe. Plus en retrait, le bataillon continue d'opérer dans la zone notamment de Novoprokopivka (sud de Robotyne) sans succès de percée.

#### Bataille d'Avdiïvka et offensive russe dans l'oblast de Donetsk (2023-2024)
En octobre 2023, le bataillon ainsi que plusieurs unités présentes dans le secteur de Robotyne comme la 47e brigade et la 116e brigade mécanisée sont transférés à Avdiïvka où les Russes ont lancé une offensive d'ampleur. Les hommes de l'unité tiennent le nord de la ville entre Krasnohorivka et Stepove aux côtés de la 129e brigade de défense territoriale et du 2e bataillon mécanisé de la brigade présidentielle. Le bataillon est alors réorganisé en unité d'assaut, recevant le numéro 425. Conjointement avec une unité du Groupe Alpha, ils harcèlent les arrières Russes qui tentent de progresser vers l'ouest. Le bataillon participe notamment à la couverture de la retraite des forces ukrainiennes dans la ville aux côtés du 225e bataillon d'assaut et de la 3e brigade d'assaut. La retraite bien qu'ordonnée est difficile pour les dernières unités sur place. Le bataillon subit plusieurs pertes mais parvient à s'extraire avec les dernières troupes. Le bataillon se replie alors sur les lignes suivantes. 
Le 16 mars 2024, le bataillon reçoit des blindés M1117 Guardian (en) livrés par les États-Unis. Début avril 2024, le bataillon défend le secteur d'Otcheretyne où il protège le flanc droit du village dans le village de Novobakhmutivka. Leurs positions sont massivement attaqués le 12 avril. Après plusieurs jours, les Russes réalisent finalement une percée le long de la voie ferrée vers Ocheretyne bousculant le dispositif. A cette occasion, le bataillon subit ses combats les plus violents et se replient avec la 47e mécanisée sur les lignes arrières. 
A partir du mois de mai, différents éléments du bataillon sont déplacés au gré des offensives russes dans des missions de stabilisation. En mai, certains opèrent près de Novomykhaïlivka qui vient d'être capturé après un an de défense acharnée de la 79e brigade d'assaut aérien, elle sécurise son flanc droit. Ils sont ensuite présents autour de Vouhledar et réalise notamment en un assaut le 24 juillet à l'aide de M2 Bradley qui leur permet de faire plusieurs prisonniers. Ils mènent également des opérations offensives localisés sur le village de Rozdolne, au nord de Velyka Novossilka. D'autres sont repérés mi-juin à Tchassiv Iar, après une brêche autour du Kanal district, avant d'être transféré à Toretsk en juillet où les Russes sont une nouvelle fois à l'offensive. Enfin, une partie défend toujours la zone de Pokrovsk autour de Novohrodivka où il soutient les 71e et 152e brigade de chasseurs.

#### Transformation en régiment: Pokrovsk et Koursk (depuis janvier 2025)
En janvier 2025, le bataillon est élargi au rang de régiment, renforcé par des chars Leopard 1A5 de fabrication allemande, d'unités d'artillerie et l'agrégation d'un nouveau bataillon. Début janvier, il est utilisé dans une contre-attaque près du village de Vozdvyženka, parvenant à repousser la 5e brigade de fusiliers motorisés de la Garde. Le 20 janvier, Yuriy Harkavy, commandant de l'unité, reçoit le titre de Héros de l'Ukraine, la plus haute distinction du pays, des mains du président Volodymyr Zelensky. Début février, des éléments du régiment contre-attaquent avec succès en direction du village de Pishchane, au sud-ouest de Pokrovsk, reprenant du terrain à l'arrière des forces russes qui avaient traversé la route T0406 à Kotlyne. Les actions et l'arrivée au front de la 155e brigade mécanisée « Anne de Kyiv » permettent notamment de stopper l'offensive russe sur Pokrovsk. En mai, le régiment a formé la première compagnie d'assaut à moto de l'armée ukrainienne, vraisemblablement basée sur des compagnies similaires utilisées par les forces armées russes. Deux jours plus tard, il aurait mené un raid réussi à la frontière dans la région de Koursk en utilisant des motos. Toutefois, quelques jours plus tard, des éléments du régiment subissent de violents combats à la frontière entre Soumy et Koursk autour du village de Pavlivka.

## Structure

### Ordre de bataille
En août 2024, l'ordre de bataille de l'unité est quasiment inconnu : 
- État-major de la brigade,
  - 
    -  Compagnie de protection du QG ;

  -  1er bataillon d'assaut
  -  2e bataillon d'assaut
  -  3e bataillon d'assaut "Skala-Dnipro"
  -  Bataillon Schkval
  -  Compagnie de chars
  -  Unité d'artillerie
  -  compagnie de reconnaissance aérienne[22].

### Matériel
Le bataillon est équipé de façon très légère au début de la guerre, probablement essentiellement de véhicules civiles, comme la majorité des unités constituées. Au cours de l'année 2024, l'unité commence à percevoir du matériel lourd puis de l'équipement prioritaire au même titre que les unités parachutistes et aéromobiles ukrainiennes. En 2025 son équipement est le suivant:
- compagnie de chars : T-80 soviétiques et Leopard 1A5 allemands
- bataillons d'assauts sur matériel américain : des M1117 Guardian (en), et des véhicules de combat d'infanterie M2A2 0DS-SA Bradley, dernière version du blindé et MRAP International MaxxPro ainsi que des Kozak-7.
- unité d'artillerie : artillerie automotrice M109A2

### Chef de corps
- Major Harkavy Yuriy Vasyliovych  "Skala" (depuis 2022)

## Insignes

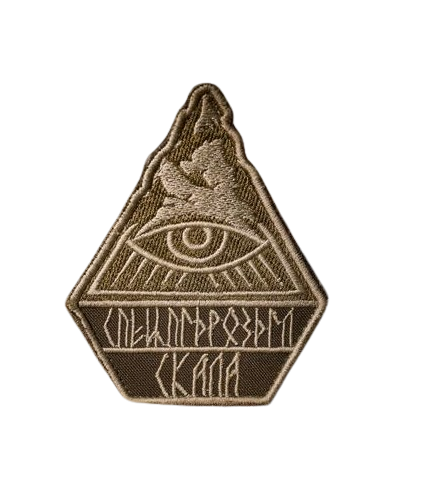
Insigne de l'unité spéciale de reconnaissance Skala (2022)
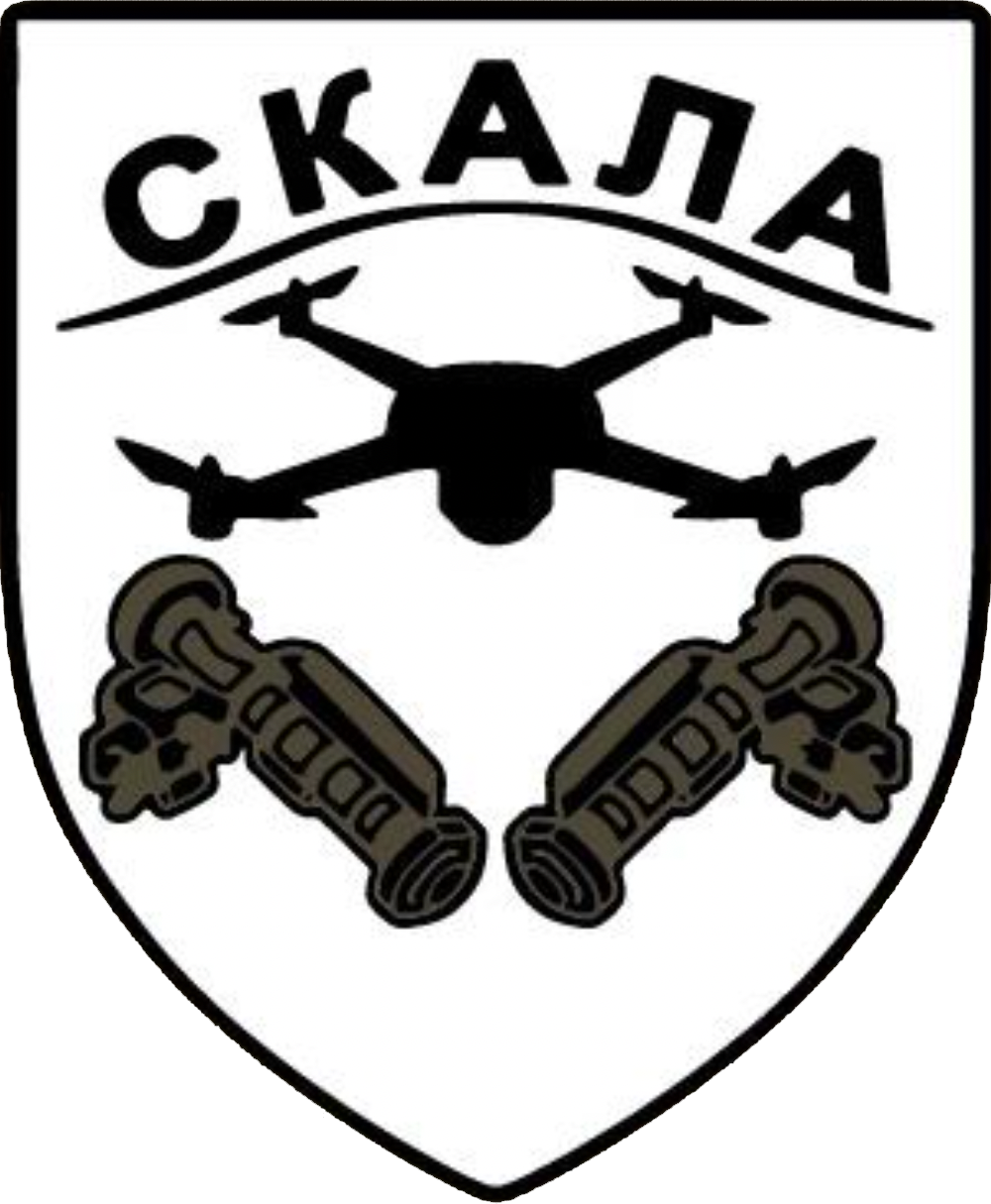
Ancien insigne du 425e bataillon Skala (jusqu'en 2023)
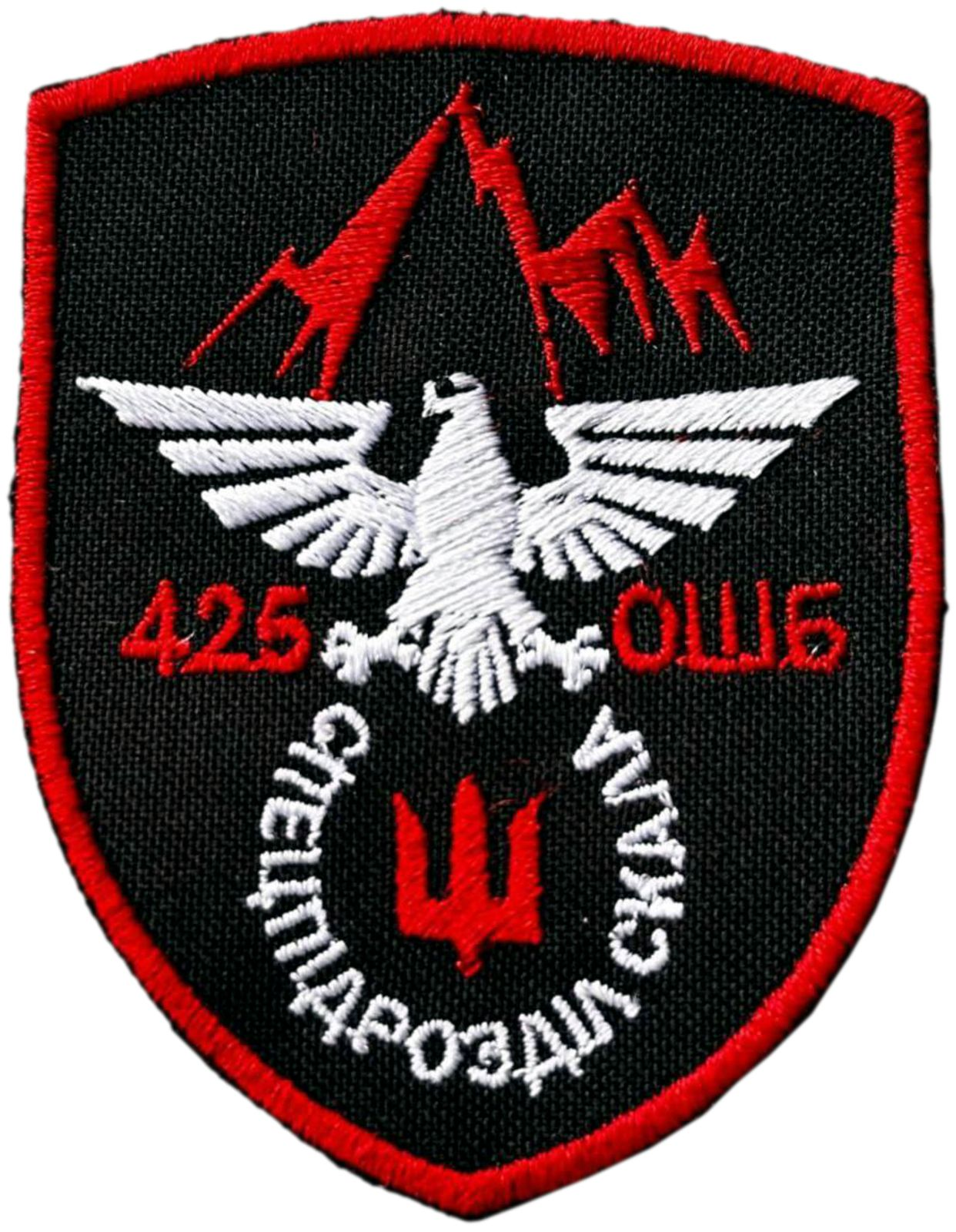
Insigne du bataillon entre 2023 et 2025